# عبد الجبار (لاعب كريكت هندي)
عبد الجبار (18 أبريل 1952 - ) هو لاعب كريكت هندي.

## وصلات خارجية
- عبد الجبار على موقع إي آس بي آن كريك إنفو (الإنجليزية)